# Циклоалкіни

Циклооктин

Ци́клоалкі́ни (рос. циклоалкины; англ. cycloalkynes; нім. Zykloalkine n pl) — аліциклічні ненасичені вуглеводні загального складу CnH2n-4, що містять у своєму циклі потрійний зв'язок С≡С. Відомі циклоалкіни мають у циклі вісім і більше атомів.